# Grande Charte des Badouillards
La Grande Charte des Badouillards est un texte comique émanant de la société festive et carnavalesque parisienne des Badouillards vers 1840.

## Datation
Un ouvrage anonyme datant de 1842 indique 1838 comme l'année de sa rédaction.
Selon un autre ouvrage où elle a été reproduite en 1844, elle aurait été rédigée dans la nuit du 19 au 20 janvier de la même année durant la saison carnavalesque 1843-1844 du Carnaval de Paris. Son texte carnavalesque est présenté ainsi dans le Catéchisme du Carnaval ou l'art de se dire de gros mots sans se fâcher ni fâcher personne ; répertoire de gaité à l'usage des amis de la joie ; par le secrétaire perpétuel de l'Académie des Badouillards, Flambards, Chicards, Braillards et autres Sociétés buvantes. :
Nous avons trouvé, quelque part, la Grande Charte des Badouillards, et nous allons la transcrire, parce qu'elle nous a paru consacrer toutes les libertés anglaises que les Badouillards se montrent toujours jaloux de garder pour eux-mêmes.
Les deux versions comportent un certain nombre de différences.

## Version de 1838
Nous, vénérables frères en badouillarderie, à tous noceurs, gobichonneurs, cancaneurs, baleurs et archibaleurs : salut, cancan sans violon ; bon vin sans malaise ; amour sans remords. Savoir faisons, avons octroyé et octroyons la charte suivante :
Art.1er. Tous les badouillards sont égaux devant la noce.
Art.2. Tout badouillard qui ne sera pas ivre en entrant au bal sera privé de ses droits civils.
Art.3. La société se reconnaît à elle seule le droit de s'amuser au bal.
Art.4. Tout aspirant à la badouillarderie devra subir un examen, et ne sera admis que s'il est reconnu gobichonneur, qualité indispensable.
Art.5. Les femmes ne seront admises dans la société qu'aux conditions suivantes :
§ 1er. La badouillarde ne sera pas forcée d'exhiber un certificat de bonne vie et mœurs.
§ 2. Elle devra présenter un certificat constatant qu'elle a été vaccinée ou qu'elle a eu au moins une fois la petite vérole.
§ 3. Toute badouillarde devra prouver à la société réunie que, des pieds à la tête, elle ne possède aucune infirmité.
Art.6. Le cancan est généralement reconnu pour la danse des badouillards, qui devront travailler à l'embellir.
Art.7. Les membres de la société devront se soutenir mutuellement dans les querelles, et recevoir des coups de poing les uns pour les autres s'il y a lieu.
Art.8 et dernier. Ils devront contribuer de tout leur pouvoir à la gloire de la société et à l'illustration du nom commun.
Au palais de la noce.
Donné au milieu de la nuit,

L'an mil huit cent avec trente-huit,

A deux heures et même plus tard,

Et quand chacun était pochard.
Signé, le président :
DE PORC-EN-TRUIE.
Par ampliation, le secrétaire :
BIRIBI, dit LA MORT AUX BELLES.

## Version de 1844
La tempérance est la mort des sociétés qui badouillent.

La badouillerie est la mort des sociétés de tempérance.

Entre la badouillerie et la tempérance est le juste milieu de la sagesse.

La sagesse est l'ensemble des vertus, dont chacune devient un vice en carnaval.
Nous, très-peu vénérables frères en badouillarderie, à tous noceurs, gobichonneurs, cancaneurs, chahuteurs, cachuchaqueurs, varsovienneurs, baleurs, archibaleurs, rigodoneurs et rigodoneuses, salut ; par la présente et sans préambule, faisons savoir que nous avons octroyé et octroyons la charte dont suivent les articles :
Art. 1er. Tous les badouillards de même taille et capacité sont égaux devant la noce ;
Art. 2. Tout badouillard qui, en entrant au bal, ne fera pas les petits yeux en marchant en zig-zag sera privé de ses droits civils ;
Art. 3. La société des badouillards jouit seule du droit de s'amuser au bal et d'empêcher les autres de s'amuser ;
Art. 4. On ne pourra être reçu dans la badouillarderie, si l'on a eu le malheur de rester deux dimanches de suite dans la possession de son équilibre ;
Art. 5. Tout aspirant qui ne se sera pas au moins enivré cinquante-deux fois dans l'année ne sera pas admis. Le dimanche et le lundi ne comptent que pour une ;
Art. 6. Les femmes mariées ou non ne seront affiliées à la société qu'aux conditions suivantes ;
Art. 7. La badouillarde ne sera pas forcée d'exhiber un certificat de bonne vie et mœurs. Elle devra au contraire produire une attestation qui prouve qu'elle badouille avec le premier venu. Cette attestation obligatoire devra être signée de six membres au moins ;
Art. 8. Elle devra s'être éveillée au moins vingt fois hors de son lit, sans savoir par qui elle aura été couchée et déshabillée, et avoir repris l'exercice de ses fonctions sans mal de cœur ni migraine ;
Art. 9. Toute badouillarde, au moment de sa présentation, devra se munir d'un certificat constatant qu'elle a été vaccinée du bon vaccin ou qu'elle a eu au moins une fois la petite vérole ;
Art. 10. Toute badouillarde devra se soumettre à une visite qui prouvera à la société réunie que, des pieds à la tête, elle est exempte de toute tare et infirmité...;
Art. 11. Les faibles constitutions ne seront pas rejetées ; mais elles seront mises à l'épreuve : il y a des fières viveuses qui ont l'air de n'avoir qu'un souffle de vie, et qui n'en travaillent pas moins joyeusement au bonheur commun ;
Art. 12. Le cancan est généralement reconnu pour la danse des badouillards qui devront s'appliquer à l'embellir. La varsovienne et la cachucha sont exceptionnellement permises aux Taglioni de la bande. Le chahut, qui est la cachucha du voyou et de sa voyelle ou voyouse, ne seront tolérées, sauf la permission de M. le gendarme, qu'au mardi gras et à la mi-carême ;
Art. 13. Les badouillards de tout sexe et tout âge devront se soutenir mutuellement dans les querelles ou batteries, et recevoir des coups de poing les uns pour les autres, s'il y a lieu ;
Art. 14. Ils devront contribuer de toute leur capacité alcoolique et musculaire à la gloire de la société et à l'illustration de son état-major.
Art. 15. Tout badouillard ou badouillarde qui n'est pas à la Titus doit être excessivement échevelé ;
Art. 16. Les souliers éculés et les bas percés, le tour de jupe crotté, la taille sans corset, la robe tombante d'une épaule et le schal traînant dans le ruisseau sont la mise de la badouillarde. Son chapeau, au cas où elle en aurait un, doit être carabossé comme une vieille casserole de fer blanc, ayant fait pendant trente ans le café et la soupe aux choux d'une antique portière. Le badouillard se passe de cravate ; il ne fait soutenir que par une seule bretelle son pantalon, dont la ceinture tombante donne des frissons à la pudeur... Son castor feutre ou soie doit être sans apprêt pour être moins casuel ; Une redingote ouverte dans le dos est sa marque distinctive la plus ordinaire ;
Art. 17. L'œil poché au beurre noir devra être considéré comme un embellissement ; avec deux yeux pochés, le badouillard sera adoré comme un Apollon et la badouillarde comme une Vénus.
Donné en notre palais de l'Orgie en progrès continu :
Jour et an, dont il ne faut rien rabattre,

Vint janvier dix-huit cent quarante-quatre,

Trois heures du matin, après force vin bu,

Bleu, blanc, rouge, noir, dont nous sommes imbus,

Entre pintes et brocs de tous ventres et tailles,

Scellé sur le fond brun de nos vides futailles,

Avant de nous quitter, pour voguer au hasard,

Auquel s'abandonne à regret tout pochard.
Signé, le Président des badouillards-unis,
De Porc-en-Truye ;
Par ampliation, le Secrétaire,
Francis Boit-Toujours, dit Poliçon-de-Rhume

## Sources
- Physiologie de l'Opéra, du Carnaval, du Cancan et de la Cachucha, par un vilain masque. Dessins de Henri Emy, Raymond-Bocquet Éditeur, Paris 1842, pages 47–49.
- Catéchisme du Carnaval ou l'art de se dire de gros mots sans se fâcher ni fâcher personne ; répertoire de gaité à l'usage des amis de la joie ; par le secrétaire perpétuel de l'Académie des Badouillards, Flambards, Chicards, Braillards et autres Sociétés buvantes., B. Renaud, éditeur, Paris 1844[6], pages 24 à 29.